# Cai E
Cai E, ursprungligen Cai Genyin, född 18 december 1882 i Paoking, död 8 november 1916 i Fukuoka, var en kinesisk krigsherre och politiker. Han är mest känd för att ha lett ett uppror mot den kinesiske presidenten Yuan Shikais autokratiska styre.
1898 studerade Cai vid Yueluakademin i Changsha och begav sig året efter till Japan för att studera vidare. Cai återvände till Kina 1900 och deltog i Tang Caichangs misslyckade uppror mot Qingdynastin, varefter han flydde till Japan. Där slöt han sig till den antikejserliga Tongmenghui-rörelsen och 1911 deltog han i Xinhairevolutionen. Efter revolutionen utsågs han till militärguvernör (督军) över provinsen Yunnan.
När Yuan Shikai klargjorde sina planer på att utropa sig själv till kejsare 1915 tog Cai och Tang Jiyao till vapen mot Yuans styrkor. Med en armé på 20.000 soldater besegrade han Yuans 80.000 man starka armé i Sichuan. Flera provinser slöt sig till upproret, vilket tvingade Yuan att överge sina planer.
Sedan Yuan avlidit 1916 var Cai generalguvernör över Sichuan. Cai tvingades dock söka medicinsk behandling i Japan och avled kort efter ankomsten.